# رومان شبرل
رومان شبرل (انگلیسی: Roman Šebrle؛ زادهٔ ۲۶ نوامبر ۱۹۷۴) ورزشکار دو و میدانی ده‌گانه و هفت‌گانه اهل جمهوری چک است. وی در مسابقات کشوری و بین‌المللی در مجموع برندهٔ ۱۰ مدال طلا، ۴ مدال نقره، ۵ مدال برنز شده‌است.